# 이희열
이희열(李希烈, ? ~ 786년 5월 9일)은 중국 당나라 중기의 장군이었다. 그는 자신이 황제의 칭호를 차지할 만큼 강하다고 믿고 있었고, 초나라라는 새로운 나라의 황제를 자칭함으로써 그렇게 하였다. 하지만 초나라를 확장시키려던 그의 노력은 당나라에 충성하는 장군들에 의해 번번이 좌절되었고, 786년 병에 걸린 그는 자신의 대장 진선기에 의해 독살되었다.

## 참고 문헌
- 《구당서》, 권145.
- 《신당서》, 권225(중).
- 《자치통감》, 권225·226·227·228·229·230·231·232.

| 전임 이충신 (회남서도에서 군호 변경) | 회녕군 절도사 779년 ~ 786년 | 후임 진선기 (회남서도로 군호 변경) |

| 전임 당덕종 | 중국의 황제 (하남 중부/동부) 784년 ~ 786년 | 후임 당덕종 |